# Chrysolina geminata
Chrysolina geminata es un coleóptero de la familia Chrysomelidae. Fue descrita en 1799 por Paykull.